# Harriet Quimby
Harriet Quimby (11 de maio de 1875 – 1 de julho de 1912) foi uma aviadora e escritora norte-americana.

## Biografia
Nascida no Michigan, na região norte dos Estados Unidos, Quimby demonstrou interesse por escrever desde jovem. No começo da década de 1900, se mudou com a família para San Francisco, Califórnia, na costa oeste americana. Por lá se formou em jornalismo antes de se mudar para Nova Iorque em 1903. Lá trabalhou para o Leslie's Illustrated Weekly, que publicou mais de 250 matérias dela em um período de nove anos.
Seu interesse em aviação começou em 1910 quando ela foi para a Belmont Park International Aviation Tournament, em Long Island. Em agosto de 1911 ela ingressou na Aero Club of America e se tornou a primeira mulher aviadora a integrar este grupo e ganhar um certificado de piloto. Nesse mesmo ano, ela começou a escrever roteiros para o cinema mudo. Ela também chegou a fazer pequenas aparições nos filmes que escreveu.
Em 16 de abril de 1912, ela voou de Dover, na Inglaterra, até Calais, na França, trajeto percorrido em 59 minutos. Quimby assim se tornou a primeira mulher piloto a sobrevoar o Canal da Mancha. Essa conquista, contudo, foi ofuscada nos jornais pela notícia do naufrágio do navio transatlântico RMS Titanic dois dias antes.
A 1 de julho de 1912, Harriet Quimby veio a falecer quando seu avião, um monoplano modelo Blériot XI, caiu no bairro de Squantum, na cidade de Quincy, Massachusetts (região metropolitana de Boston). O voo ia normal até que seu avião inexplicavelmente caiu para a frente. Quimby estava acompanhada de William Willard, o organizador de um evento de aviação local. Os dois acabaram sendo ejetados dos seus assentos quando a aeronave inclinou para a frente (não havia cinto de segurança nos aviões na época) e então caíram para a morte de uma altura de 460 metros.
Harriet foi enterrada no cemitério Woodlawn, no Bronx, Nova Iorque. No ano seguinte, seus restos mortais foram levados ao Cemitério Kensico, na cidade de Valhalla, no Condado de Westchester, em Nova Iorque. Até os dias atuais Harriet Quimby é saudada como uma das pioneiras da aviação entre as mulheres, recebendo várias homenagens.